# 五十二病方

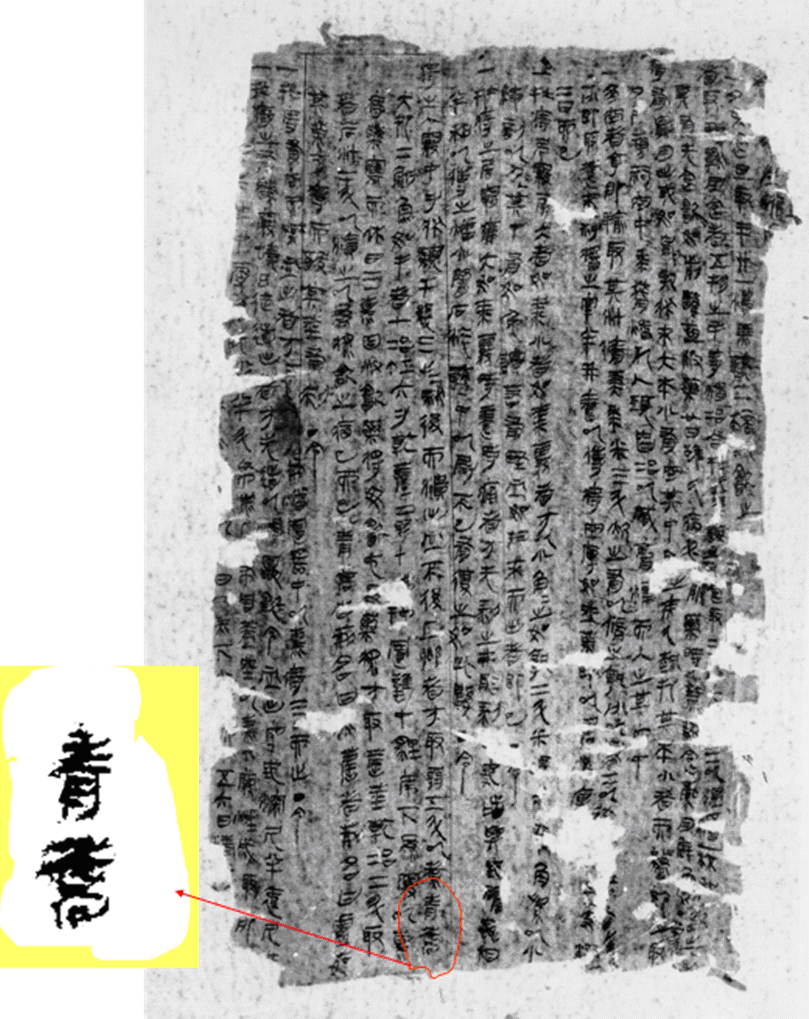
帛书关于青蒿的描述，用于“牝痔”

《五十二病方》是中国现存最早的中医学治疗学书籍，其帛书1973年冬在湖南长沙马王堆3号西汉古墓出土。

## 内容
据考证，《五十二病方》成书于战国晚期，抄录于秦汉。《五十二病方》帛书于1973年冬在湖南省长沙市马王堆3号西汉古墓出土。现存462行、全书共9911字，依据病证分为52种，载方283个，用药多达247种，提及病名103个，所治包括内、外、妇、儿、五官等各科疾病，以外科居多、内科次之, 并对疾病的简单分类和治疗，如把疽病分为肉疽、肾疽、骨疽、血疽、气疽等等，表明当时的劳动人民已经开始有对疾病辩证的意识；治疗方法多样，包括内服、擦洗、刀剶、外敷、牛舐、祝由等；所用药物亦多种多样，包括动物药、矿物药、草本药等，其中温阳药物占较大比例。特别是对于乌头、水银等剧毒药物的使用，更加彰显古人的智慧和勇气。另外，书中对一种疾病有不同的疗法, 同一种药物有不同的名称, 甚至一个字的写法前后不统一, 不少方后注明“尝试”、 “已验”、 “令” (即善) 字样，充分证明此书是人民群众经实践积累而成的。
许济群主编的《方剂学》绪言说
（《五十二病方》）书中既酶有具体的腧穴名称和五行学说的痕迹，也没有把脏腑名称同病名联系起来，阴阳学说也很少反映；尤其是药味简单、用量粗略、没有方名，其中部分药名也未见于其他古籍，这些都说明该书早于《黄帝内经》和《神农本草经》，是我国现存最古老的一部方书。

## 成书时间
有学者根据帛书的字形字体，认为《五十二病方》的抄写年代应为“秦汉之际”，大约公元前 250 到公元前 200 之间；也有学者依据其用“十分原始的文字”表达内容来判断，认为是春秋战国时代的产物；还有学者通过与《论语》、《诗经》中的字体比较分析，认为“帛书比《诗经》、《论语》等古籍产生的时间要早，成书年代应在西周或西周之前”。鉴此，《五十二病方》应是西汉初年以前古人医疗实践活动经验的汇集和结晶，它的成书经历了一个相当长的发展过程，不是成于一时一人之手。

## 出土时间
帛书《五十二病方》于1973年冬在湖南省长沙市马王堆3号西汉古墓出土。

## 发展渊源
近年来，随着秦代医药简牍的相继出土，可以肯定在《五十二病方》之前还有更早的医药方书。特别是里耶医简的出土，其与《五十二病方》不但关系密切、部分内容相似，而且在文字使用方面更加古朴，例如在里耶医简中“飤(食)”、“食”两种文字形式同见，而《五十二病方》全部写作“食”,这种用字现象说明里耶医简比《五十二病方》的成书或抄写年代更早。我们推测，里耶医简应当就是《五十二病方》的来源之一；当然，也可以认为这两种医籍应该有一个共同的源头。

## 影响
《五十二病方》作为中国现知最早的医方书，标志着中國方剂学的萌芽，弥补了秦汉时期医学相关文献的缺失，学习其处方配伍辨治经验、总结内容特点，从中了解学习前人处方用药思路，提炼疾病治疗方法和规律，进而丰富方药学内涵，更好的指导临床医疗实践。例如：书中已记载运用药物填充治疗龋齿的方法，是目前发现的世界最早的牙科外用药方，可以看作是牙齿充填术的雏形；书中还记载了中医辅料的使用，其中99方使用液体辅料，酒、醋、尿、蜜等后世中药炮制过程中常用的多种液体辅料首见于此书。 首先，在药物的使用方面，《五十二病方》中已经有十分规范的药物使用准则，尤其是在剧毒药使用上更为典型；可见古人在充分挖掘药物治病作用的同时，也已经深刻认识到药物毒性的巨大危害性，他们在使用这些毒药时，能够最大程度的趋利避害；同时，古人还积极寻找解毒的方法，这充分表明他们药物认知水平的显著提升。再者，在治病理念上，《五十二病方》中凸显古人的辩证思维萌芽，他们已经开始有意识的对某些疾病进行辩证的分类，并能够找出他们之间的共性和不同点，然后再进行有针对性的治疗，表明古人对疾病的认识能力也在不断提升。